# Décimo nono problema de Hilbert
O décimo nono problema de Hilbert é um dos vinte e três Problemas de Hilbert, publicados em 1900 pelo matemático alemão David Hilbert, e questiona se as soluções de problemas regulares no cálculo de variações são sempre necessariamente analíticas. Informalmente, e talvez menos diretamente, dado que o conceito de Hilbert de um "problema variacional regular" identifica precisamente um problema variacional cujas equações de Euler-Lagrange são uma equação diferencial parcial elíptica com coeficientes analíticos, o décimo nono problema de Hilbert, apesar de sua afirmação aparentemente técnica, simplesmente pergunta se, nesta classe de equação em derivadas parciais, qualquer função solução herda a estrutura relativamente simples e bem entendida da equação resolvida.
O décimo nono problema de Hilbert foi resolvido de forma independente no final da década de 1950 por Ennio de Giorgi e por John Forbes Nash.

## História

### As origens do problema
"Um dos feitos mais notáveis em todos os elementos da teoria das funções analíticas me parece ser este: que existem equações diferenciais parciais cujas integrais são todas necessariamente analíticas das variáveis independentes, é dizer, em suma, que equações só são suscetíveis quando são analíticas."— David Hilbert (Hilbert 1900, p. 288) (tradução do alemão para o inglês por Mary Frances Winston Newson)
David Hilbert, em agosto de 1900, apresentou o agora chamado de décimo nono problema de Hilbert, junto aos outros 22 problemas, em seu discurso no segundo Congresso Internacional de Matemáticos. Hilbert afirma que, em sua opinião, um dos fatos mais incríveis da teoria das funções analíticas é que existem classes de equações diferenciais parciais que admitem só esse tipo de funções como soluções, alegando a equação de Laplace, a equação de Liouville, a superfície minimal e uma classe de equações diferenciais parciais lineares estudadas por Charles Émile Picard como exemplos. Depois, observa o fato de que a maioria das equações diferenciais parciais que compartilham esta propriedade são a equação de Euler-Lagrange de um tipo de problema variacional bem definido, que apresenta as três seguintes propriedades:
(1)     {\displaystyle {\iint F(p,q,z;x,y)dxdy}={\text{Mínimo}}\qquad \left[{\frac {\partial z}{\partial x}}=p\quad ;\quad {\frac {\partial z}{\partial y}}=q\right]}

Hilbert chama a este tipo de problema variacional um "problema variacional regular": a propriedade ((1)) significa que esse tipo de problemas variacionais são problemas de mínimo.

(2)     {\displaystyle {\frac {\partial ^{2}F}{\partial ^{2}p}}\cdot {\frac {\partial ^{2}F}{\partial ^{2}q}}-\left({\frac {\partial ^{2}F}{{\partial p}{\partial q}}}\right)^{2}>0}
A propriedade ((2)) é a condição de  elipsidade nas equações de Euler-Lagrange sócias ao funcional dado.

(3)      {\displaystyle F} é uma função analítica em todos seus argumentos p, q, z, x e y.

A propriedade ((3)) é um suposto simples de regularidade da função F
Tendo identificado a classe de problemas a tratar, então propõe a seguinte pergunta: " ... paraa cada equação diferencial parcial de Lagrange de um problema de variação regular existe a propriedade de admitir integrais analíticas exclusivamente?" e questiona também se este é o caso inclusive quando se requer que a função assuma, como sucede com o problema de Dirichlet na função potencial, valores de fronteira que são contínuos, mas não analíticos.

### O caminho para a solução completa
Hilbert propôs seu décimo nono problema como um problema de regularidade para uma classe de equação diferencial parcial elíptica com coeficientes analíticos. Portanto, os primeiros esforços dos pesquisadores que procuraram resolvê-lo se dirigiram a estudar a regularidade das soluções clássicas das equações pertencentes a esta classe.
Para as soluções C 3 , o problema de Hilbert foi respondido pelo ucraniano Sergei Natanovich Bernstein em sua tese de 1904 Sur la nature analytique des solutions des équations aux dérivées partielles du second ordre, em que demonstrou que as soluções de C 3  de equações analíticas elípticas não lineares em 2 variáveis são analíticas.
O resultado de Bernstein foi melhorado nos anos por vários autores, como I. G. Petrowsky em Sur l'analyticité des solutions des systèmes d'équations différentielles de 1939, que reduziram os requisitos de diferenciação da solução necessários para demonstrar que é analítica. 
Por outro lado, os métodos diretos no cálculo de variações mostraram a existência de soluções com propriedades muito fracas de derivada. Durante muitos anos teve uma brecha entre estes resultados: sabia-se que as soluções que podiam se construir tinham segundas derivadas integráveis quadráticas, que não eram o suficientemente fortes para alimentar a maquinaria que podia demonstrar que eram analíticas, já que precisavam da continuidade das primeiras derivadas. Este vazio foi enchido de forma independente por Ennio de Giorgi e por John Forbes Nash. Ambos puderam demonstrar que as soluções tinham primeiras derivadas que eram contínuas de Hölder, o que, por resultados anteriores, implicava que as soluções são analíticas sempre que a equação diferencial tenha coeficientes analíticos, completando assim a solução do décimo nono problema de Hilbert.

### Contra exemplos a várias generalizações do problema
A resposta de tanto De Giorgi quanto de Nash ao décimo nono problema de Hilbert estimulou o surgimento do questionamento de que se essa mesma conclusão também era válida para as equações de Euler-Lagrange de funcional mais gerais. 
No final da década de 1960, Maz'já,De Giorgi e Giusti e Mirandaconstruíram vários contra exemplos de forma independente, evidenciando que, em geral, não há esperanças de provar este tipo de resultados de regularidade sem agregar mais hipótese.
Precisamente, Maz'ya forneceu diversos contra exemplos que envolvem uma equação elíptica de ordem maior do que dois com coeficientes analíticos: para os experientes, o facto de que este tipo de equações pudessem ter soluções não analíticas e inclusive não suaves causou sensação. Além disso, De Giorgi e Giusti e Miranda deram contra exemplos que mostram que, no caso de uma solução que detenha um valor vetorial em lugar de um valor escalar, não é necessário que seja analítica: o exemplo de De Giorgi consiste num sistema elíptico com coeficientes dimensionados, enquanto o de Giusti e Miranda tem coeficientes analíticos. Mais tarde, Nečas proporcionou outros exemplos mais refinados para o problema de valores vectoriais.

## Teorema de De Giorgi
O teorema chave demonstrado por De Giorgi é uma estimativa a priori que estabelece que se {\displaystyle u} é uma solução de uma equação em derivadas parciais linear de segunda ordem estritamente elíptica adequada da forma
{\displaystyle D_{i}(a^{ij}(x)\,D_{j}u)=0}
e {\displaystyle u} tem derivadas de primeira ordem integráveis quadradas, então {\displaystyle u} é contínua de Hölder.

## Aplicação do teorema de De Giorgi ao problema de Hilbert
O problema de Hilbert pergunta se os minimizadores de {\displaystyle w} de uma energia funcional como
{\displaystyle \int _{U}L(Dw)\,\mathrm {d} x}
são analíticos. Aqui, {\displaystyle w} é uma função em algum conjunto compacto {\displaystyle U} de Rn, {\displaystyle Dw} é seu vetor gradiente e {\displaystyle L} é o Lagrangiano, uma função das derivadas de {\displaystyle w} que satisfaz determinadas condições de crescimento, suavidade e convexidade. A suavidade se pode demonstrar ao utilizar o teorema de De Giorgi como está a seguir. As equações de Euler-Lagrange para esse problema variacional são a equação não linear
{\displaystyle \sum \limits _{i=1}^{n}(L_{p_{i}}(Dw))_{x_{i}}=0}
e diferenciar isto com respeito a{\displaystyle x_{k}} dá
{\displaystyle \sum \limits _{i=1}^{n}(L_{p_{i}p_{j}}(Dw)w_{x_{j}x_{k}})_{x_{i}}=0}
Isto significa que {\displaystyle u=w_{x_{k}}} satisfaz a equação linear
{\displaystyle D_{i}(a^{ij}(x)D_{j}u)=0}
com
{\displaystyle a^{ij}=L_{p_{i}p_{j}}(Dw)}
de modo que segundo o resultado de De Giorgi, a solução w tem primeiras derivadas contínuas de Hölder, sempre que a matriz {\displaystyle L_{p_{i}p_{j}}} esteja dimensionada. Quando este não é o caso, é necessário um passo a mais: deve-se demonstrar que a solução {\displaystyle w} é contínua de Lipschitz, isto é, o gradiente {\displaystyle Dw} é uma função {\displaystyle L^{\infty }}.
Uma vez que se sabe que w tem (n+1) derivadas contínuas de Hölder para algum n≥1, então os coeficientes aij têm n derivadas contínuas de Hölder, pelo que um teorema de Schauder implica que as (n+2) derivadas também são contínuas de Hölder, e ao repetir isto infinitamente demonstra que a solução w é suave.

## Teorema de Nash
Nash deu uma estimativa de continuidade para as soluções da equação parabólica
{\displaystyle D_{i}(a^{ij}(x)D_{j}u)=D_{t}(u)}
onde u é uma função dimensionada de x1, ..., xn, t, definida para t≥0. Segundo sua estimativa, Nash pôde deduzir uma estimativa de continuidade para soluções da equação elíptica
{\displaystyle D_{i}(a^{ij}(x)D_{j}u)=0}
considerando o caso especial no que u não depende de t.